# San Miguel de la Ribera
San Miguel de la Ribera ist ein nordwestspanischer Ort und eine Gemeinde (municipio) mit nur noch 252 Einwohnern (Stand: 2024) im Süden der Provinz Zamora in der Autonomen Gemeinschaft Kastilien-León. 

## Lage und Klima
San Miguel de la Ribera liegt am Rand der Kastilischen Hochebene (Meseta Iberica) in einer Höhe von ca. 765 m. Die Provinzhauptstadt Zamora ist gut 29 km (Fahrtstrecke) in nordnordwestlicher Richtung entfernt; bis nach Salamanca sind es gut 51 km in südsüdwestlicher Richtung. Das gemäßigte Kontinentalklima wird nur selten vom Atlantik beeinflusst; Regen (ca. 471 mm/Jahr) fällt vorwiegend im Winterhalbjahr.

## Bevölkerungsentwicklung
| Jahr      | 1970 | 1981 | 1991 | 2001 | 2011 | 2021 |
| Einwohner | 637  | 526  | 473  | 394  | 353  | 285  |

## Sehenswürdigkeiten
- Michaeliskirche (Iglesia de San Miguel)
- Christuskapelle

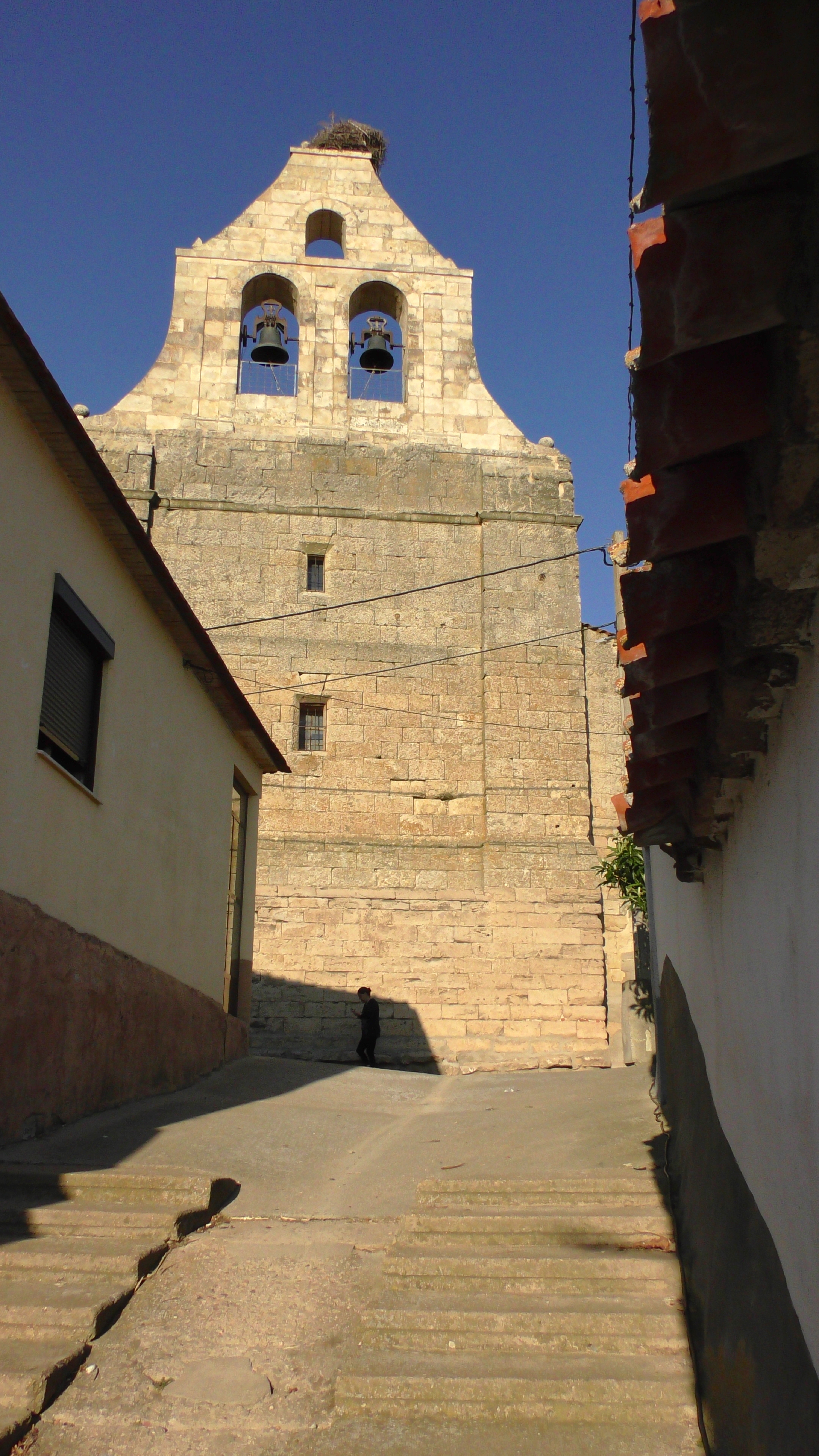
Michaeliskirche